# Riikka Honkanen
Riikka Honkanen (ur. 17 lipca 1998 w Nurmijärvi) – fińska narciarka alpejska, srebrna medalistka mistrzostw świata juniorów i brązowa medalistka igrzysk olimpijskich młodzieży.

## Kariera
Po raz pierwszy na arenie międzynarodowej Riikka Honkanen pojawiła się 26 listopada 2014 roku w Pyhä, gdzie w zawodach FIS Race zajęła szóste w gigancie. W styczniu 2015 roku wystartowała na mistrzostwach świata juniorów w Hafjell, gdzie jej najlepszym wynikiem było 39. miejsce w gigancie. W tej samej konkurencji wywalczyła srebrny medal podczas rozgrywanych rok później mistrzostw świata juniorów w Soczi. W zawodach tych rozdzieliła na podium dwie Szwajcarki: Jasminę Suter i Mélanie Meillard. W 2016 roku wywalczyła również brązowy medal w drużynowym slalomie równoległym na igrzyskach olimpijskich młodzieży w Lillehammer. Kolejny medal zdobyła podczas mistrzostw świata juniorów w Davos w 2018 roku, zajmując trzecie miejsce w gigancie. W zawodach Pucharu Świata zadebiutowała 30 stycznia 2016 roku w Mariborze, gdzie nie zakwalifikowała się do pierwszego przejazdu giganta. Jak dotąd nie zdobyła pucharowych punktów.

## Osiągnięcia

### Igrzyska olimpijskie
| Miejsce | Dzień    | Rok  | Miejscowość | Konkurencja | Czas biegu | Strata | Zwyciężczyni |
| ------- | -------- | ---- | ----------- | ----------- | ---------- | ------ | ------------ |
| DNF     | 7 lutego | 2022 | Pekin       | Gigant      | 1:55,69    | -      | Sara Hector  |
| 37.     | 9 lutego | 2022 | Pekin       | Slalom      | 1:44,98    | +7,99  | Petra Vlhová |

### Mistrzostwa świata
| Miejsce | Dzień     | Rok  | Miejscowość       | Konkurencja       | Czas biegu | Strata | Zwyciężczyni                        |
| ------- | --------- | ---- | ----------------- | ----------------- | ---------- | ------ | ----------------------------------- |
| 34.     | 16 lutego | 2017 | Sankt Moritz      | Gigant            | 2:05,55    | +6,05  | Tessa Worley                        |
| DNF2    | 18 lutego | 2017 | Sankt Moritz      | Slalom            | 1:37,27    | -      | Mikaela Shiffrin                    |
| 9.      | 12 lutego | 2019 | Åre               | Drużynowo         | -          | -      | Szwajcaria                          |
| 29.     | 14 lutego | 2019 | Åre               | Gigant            | 2:01,97    | +5,50  | Petra Vlhová                        |
| DNF1    | 16 lutego | 2019 | Åre               | Slalom            | 1:57,05    | -      | Mikaela Shiffrin                    |
| DNQ     | 16 lutego | 2021 | Cortina d’Ampezzo | Gigant równoległy | -          | -      | Marta Bassino Katharina Liensberger |
| 9.      | 17 lutego | 2021 | Cortina d’Ampezzo | Zawody drużynowe  | -          | -      | Norwegia                            |
| DNF2    | 18 lutego | 2021 | Cortina d’Ampezzo | Gigant            | 2:30,66    | -      | Lara Gut-Behrami                    |
| DNF1    | 20 lutego | 2021 | Cortina d’Ampezzo | Slalom            | 2:30,66    | -      | Katharina Liensberger               |

### Mistrzostwa świata juniorów
| Miejsce | Dzień       | Rok  | Miejscowość  | Konkurencja     | Czas biegu | Strata | Zwyciężczyni        |
| ------- | ----------- | ---- | ------------ | --------------- | ---------- | ------ | ------------------- |
| 39.     | 7 marca     | 2015 | Hafjell      | Gigant          | 2:25,14    | +6,25  | Nina Ortlieb        |
| DNF     | 10 marca    | 2015 | Hafjell      | Supergigant     | 1:23,81    | -      | Federica Sosio      |
| DNF1    | 10 marca    | 2015 | Hafjell      | Superkombinacja | 2:08,54    | -      | Rahel Kopp          |
| 2.      | 2 marca     | 2016 | Soczi        | Gigant          | 2:12,39    | +0,23  | Jasmina Suter       |
| DNF1    | 5 marca     | 2016 | Soczi        | Slalom          | 1:37,41    | -      | Elisabeth Willibald |
| 4.      | 12 marca    | 2017 | Åre          | Gigant          | 1:58,38    | +1,38  | Laura Pirovano      |
| 5.      | 13 marca    | 2017 | Åre          | Slalom          | 1:42,81    | +1,02  | Camille Rast        |
| 3.      | 30 stycznia | 2018 | Davos        | Gigant          | 1:39,66    | +0,94  | Julia Scheib        |
| DNF1    | 31 stycznia | 2018 | Davos        | Slalom          | 1:46,51    | -      | Meta Hrovat         |
| 6.      | 19 lutego   | 2019 | Val di Fassa | Gigant          | 1:54,99    | +1,63  | Alice Robinson      |
| 21.     | 20 lutego   | 2019 | Val di Fassa | Slalom          | 1:47,70    | +3,54  | Meta Hrovat         |

### Igrzyska olimpijskie młodzieży
| Miejsce | Dzień     | Rok  | Miejscowość | Konkurencja                 | Czas biegu | Strata | Zwyciężczyni     |
| ------- | --------- | ---- | ----------- | --------------------------- | ---------- | ------ | ---------------- |
| 11.     | 16 lutego | 2016 | Lillehammer | Gigant                      | 2:33,28    | +3,51  | Mélanie Meillard |
| 7.      | 18 lutego | 2016 | Lillehammer | Slalom                      | 1:43,21    | +3,57  | Aline Danioth    |
| 3.      | 20 lutego | 2016 | Lillehammer | Drużynowy slalom równoległy | -          | -      | Niemcy           |

### Puchar Świata

#### Miejsca w klasyfikacji generalnej
- sezon 2015/2016: -
- sezon 2016/2017: -
- sezon 2017/2018: -
- sezon 2018/2019: 137.
- sezon 2019/2020: -
- sezon 2020/2021: -
- sezon 2021/2022: 123.

#### Miejsca na podium w zawodach
Honkanen nie stawała na podium zawodów PŚ.